# عامر منظور
عامر منظور (انگلیسی: Aamer Manzoor؛ زادهٔ ۱۲ آوریل ۱۹۷۵) بازیکن کریکت است.